# Erna de Vries

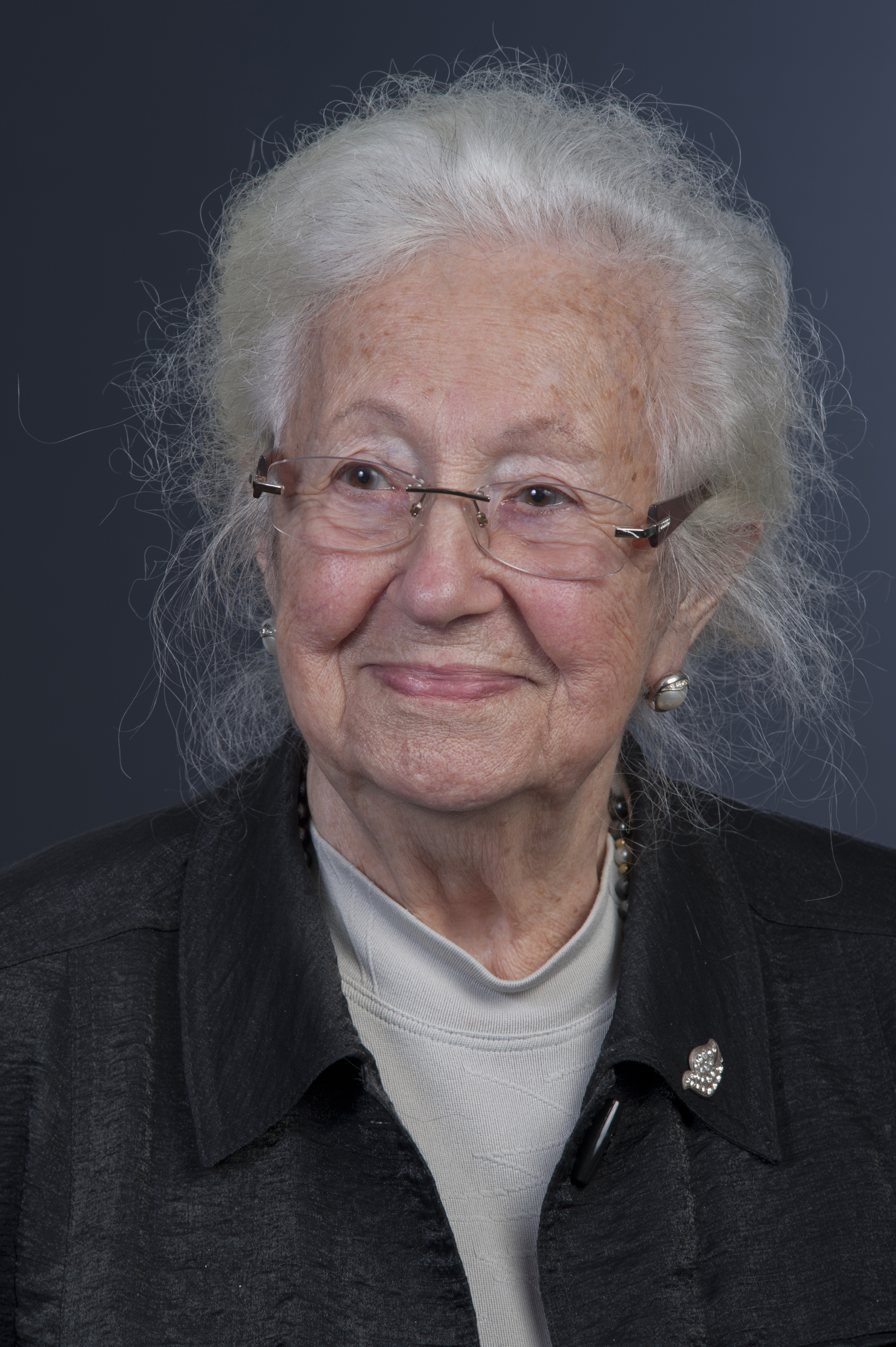
Erna de Vries in Osnabrück 2013

Erna de Vries (geb. Korn; geboren am 21. Oktober 1923 in Kaiserslautern; gestorben am 24. Oktober 2021 in Lathen, Landkreis Emsland) war eine deutsche Überlebende des Holocaust und Zeitzeugin.
Seit 1998 berichtete sie als Zeitzeugin in Schulen und Bildungseinrichtungen über ihr Überleben im Holocaust. Für ihre Verdienste ehrte die Samtgemeinde Lathen Erna de Vries mit der Ehrenbürgerschaft; die Bundesrepublik Deutschland verlieh ihr den Verdienstorden der Bundesrepublik Deutschland.

## Leben

### Kindheit
Erna de Vries wurde 1923 in Kaiserslautern geboren. Ihr Vater Jacob Korn war evangelischer Christ, ihre Mutter Jeanette Korn, geborene Löwenstein, war Jüdin. Die Eltern erzogen ihre Tochter im jüdischen Glauben. Der Vater betrieb mit einem Geschäftspartner die Spedition „Sauerhöfer und Korn“. Er starb 1931. Die Mutter führte das Unternehmen zusammen mit dem Partner ihres verstorbenen Mannes weiter. Aufgrund der Repressalien gegen Juden wurde eine Zusammenarbeit in der Firma unmöglich, so dass die Mutter sich aus dem Geschäft zurückzog und mit ihrer Tochter von ihrem Ersparten aus dem Geschäftsanteil lebte. Die Tochter besuchte zunächst eine private katholische Mädchenschule (heute St. Franziskus Gymnasium und Realschule), später jedoch konnte sie das Schulgeld nicht mehr aufbringen und wurde in die jüdische Sonderklasse einer Schule in Kaiserslautern versetzt. Sie arbeitete nach der Schule in einer jüdischen Wäschenäherei. Ihr Wunsch war es, Ärztin zu werden.

### Reichspogromnacht 1938
Am Morgen nach der Pogromnacht vom 9. zum 10. November 1938 wurde das Heim der Korns verwüstet. „Ich bemerkte auch, dass meine Mutter hilflos war, wie mehr oder weniger alle Juden, und dass sie mir nicht mehr helfen konnte. Von da an bin ich nicht mehr mit meinen kleinen Sorgen zu ihr gekommen […]“, berichtete Erna de Vries später.
1939 begann Erna Korn eine Ausbildung zur Hauswirtschafterin im jüdischen Altenheim Bachemer Straße 95 in Köln-Lindenthal und arbeitete als Altenpflegerin. 1941 begann sie eine Ausbildung zur Krankenschwester im Israelitischen Asyl. Während eines Besuches bei ihrer Mutter in Kaiserslautern wurde im Juni 1942 das Israelitische Asyl beschlagnahmt. Die kranken und gebrechlichen Patienten wurden zunächst in das Deportationslager Köln-Müngersdorf verschleppt und von dort kurze Zeit später deportiert. Nachdem sie von Deportationen der Kölner Juden erfahren hatte, gab sie die Ausbildung auf, blieb bei ihrer Mutter in Kaiserslautern und arbeitete in einer Eisengießerei.

### 1943: Begleitung der Mutter ins KZ Auschwitz-Birkenau
Im Juli 1943 sollte ihre Mutter deportiert werden. Erna Korn begleitete ihre Mutter freiwillig zunächst bis Saarbrücken, wo sie ins Gestapo-Gefängnis gebracht wurden. „So bin ich mit meiner Mutter ins Gefängnis Saarbrücken gekommen. Sie war unglücklich, dass ich das geschafft habe. Aber das war mir ganz egal […], ich wollte bei meiner Mutter sein.“ Ihre Mutter sollte ins KZ Auschwitz-Birkenau gebracht werden. Erna Korn bestand darauf, ihre Mutter zu begleiten. Mutter und Tochter trafen Ende Juli 1943 in dem Konzentrationslager ein. Sie arbeiteten im Außenlager Harmense in der Fischzucht. Erna de Vries litt unter einer Phlegmone, welche sich in ihrem Fall durch eitrige Wunden an den Beinen äußerte. Am 15. September 1943 wurde sie deswegen in den Todesblock 25 verlegt. Am frühen Morgen des folgenden Tags wurden die Insassinnen des Blocks zu Lastwagen getrieben. „Ich hatte einen Wunsch, ich wollte die Sonne noch mal sehen. Ich hab gedacht, wenn ich die Sonne sehe, dann kann mir doch nichts passieren. […] … und ich habe die Sonne gesehen.“

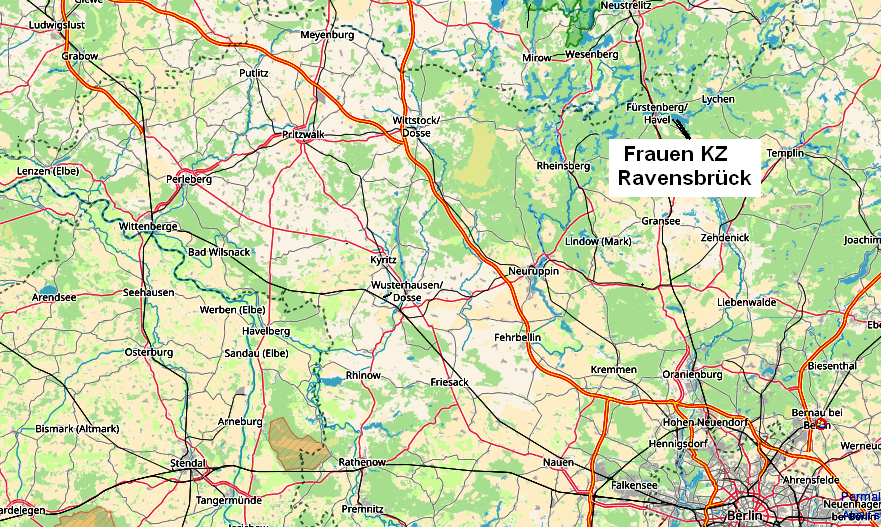
Lage des Frauen-KZ in Ravensbrück

### Verlegung ins KZ Ravensbrück
Erna Korn wurde von der Hinrichtung verschont, weil ein SS-Mann sie aus der Gruppe herausholte, da sie als so genannter jüdischer Mischling ersten Grades ins KZ Ravensbrück gebracht werden sollte. Es gelang ihr in der Folgezeit noch, sich von ihrer Mutter zu verabschieden, die am 8. November 1943 ermordet wurde. Erna Korn arbeitete in Ravensbrück bis zu dessen Schließung am 15. April 1945 im zugehörigen Siemenslager Ravensbrück. Nach der Räumung des KZ Ravensbrück ab April 1945 schleppte sie sich beim Todesmarsch der Insassinnen bis Mecklenburg, wo ihr Treck von alliierten Soldaten befreit wurde. Mit drei Freundinnen hielt sie sich bei Banzkow durch Betteln über Wasser. Die befreiten Frauen sollten in ein Auffanglager nach Lübeck gebracht werden, dort kam Erna Korn bei einer Bauernfamilie unter.

### Heirat mit Josef de Vries 1947
Nach dem Ende des Zweiten Weltkriegs lebte sie in Köln, wo sie Josef de Vries (1908–1981) kennenlernte, den sie 1947 heiratete. Mit ihm hatte sie drei Kinder. Ihr Mann war Jude und zwischen 1939 und 1945 Häftling in den Konzentrationslagern Neuengamme, Sachsenhausen und Auschwitz-Birkenau gewesen. Mit ihm ging sie in seinen Heimatort Lathen im Emsland, wo sie nach dem Tod ihres Mannes blieb und bis zu ihrem eigenen Tod lebte.

### Verarbeitung
Aus der Zeit in Ravensbrück bewahrte sie ihr gestreiftes Häftlingskleid auf, das seit 2001 in der Ausstellung der Mahn- und Gedenkstätte Ravensbrück gezeigt wird.
Im Alter erfüllte sie den Wunsch ihrer Mutter, die ihr beim Abschied auf den Weg gegeben hatte: „Du wirst überleben und erzählen, was man mit uns gemacht hat.“ So hielt sie von 1998 an Vorträge vor allem an Schulen. Im Februar 2020 absolvierte sie ihren letzten öffentlichen Auftritt als Holocaust-Zeugin.
Im Februar 2016 reiste Erna de Vries 92-jährig nach Detmold, um als Zeugin im Prozess gegen den 94-jährigen ehemaligen SS-Unterscharführer Reinhold Hanning auszusagen, der als Wachmann in Auschwitz gearbeitet hatte.

### Tod
2020 erlitt Erna de Vries einen Schlaganfall. Sie starb am frühen Morgen des 24. Oktobers 2021, kurz nach ihrem 98. Geburtstag, im Beisein ihrer drei Kinder. Sie hinterließ außerdem sechs Enkel und eine Urenkelin.

## Ehrungen und Auszeichnungen

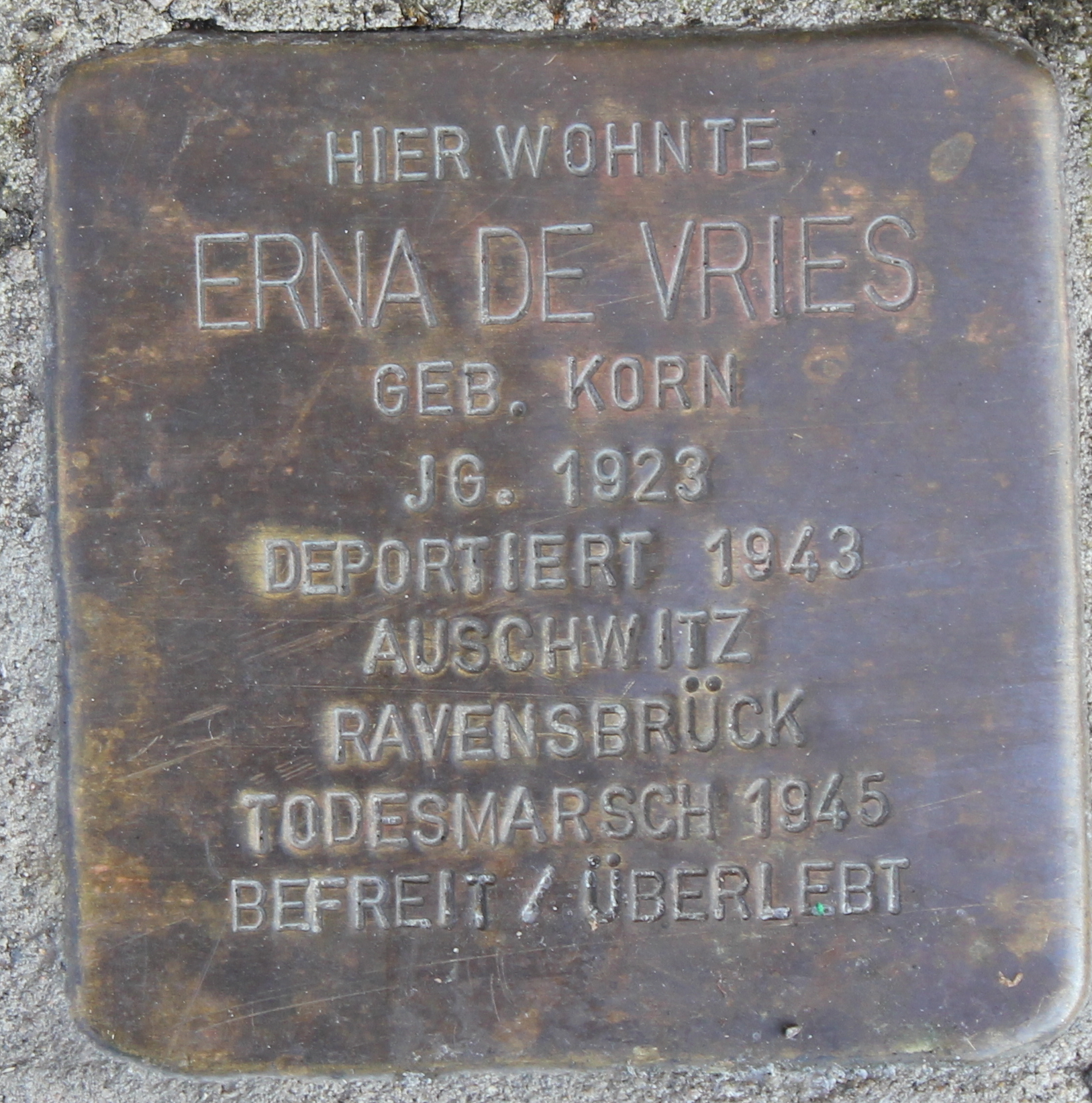
Stolperstein in der Friedenstraße 30 in Kaiserslautern

- Die Samtgemeinde Lathen verlieh Erna de Vries die Ehrenbürgerwürde.
- Die Bundesrepublik Deutschland würdigte sie 2006 mit der Verleihung der Verdienstmedaille des Verdienstordens. 2014 wurde ihr vom Bundespräsidenten Joachim Gauck das Bundesverdienstkreuz am Bande verliehen.[15]
- 2014 verlieh ihr der Landkreis Emsland die Emsland-Medaille.[16]
- Zum 1. November 2015 wurde eine Realschule in Münster, die bis dahin den Namen von Karl Wagenfeld getragen hatte, in Erna-de-Vries-Realschule umbenannt.[17]
- Der Platz vor dem Rathaus in Lathen ist seit März 2016 als Erna-de-Vries-Platz benannt.[18]
- Seit dem 22. Juni 2018 heißt die Grund- und Oberschule in Lathen „Erna-de-Vries-Schule“.
- Seit dem 15. Juni 2022 heißt die Gesamtschule in Ibbenbüren „Erna-de-Vries-Gesamtschule“.[19]

## Dokumentationen
- Über das Leben von Erna de Vries fertigten Studenten der Universität Münster im Rahmen des „Projekts Zeitlupe“ die Filmdokumentation Erna de Vries – Ich wollte noch einmal die Sonne sehen an, die am 22. November 2007 im Fürstenberghaus der Westfälischen Wilhelms-Universität in Münster erstaufgeführt wurde.
- Die Sendung Erna de Vries: Meine Geschichte – Verfolgt von den Nazis wurde seit Juni 2005 mehrfach von Phoenix ausgestrahlt.[20][21]
- Erna de Vries: Der Auftrag meiner Mutter. Eine Überlebende der Shoah erzählt. Herausgegeben von Gabi Fischer, Marianne Walther und Birte Weiß. Metropol Verlag, Berlin 2011, ISBN 978-3-86331-045-5.